# Joseph Knaffl

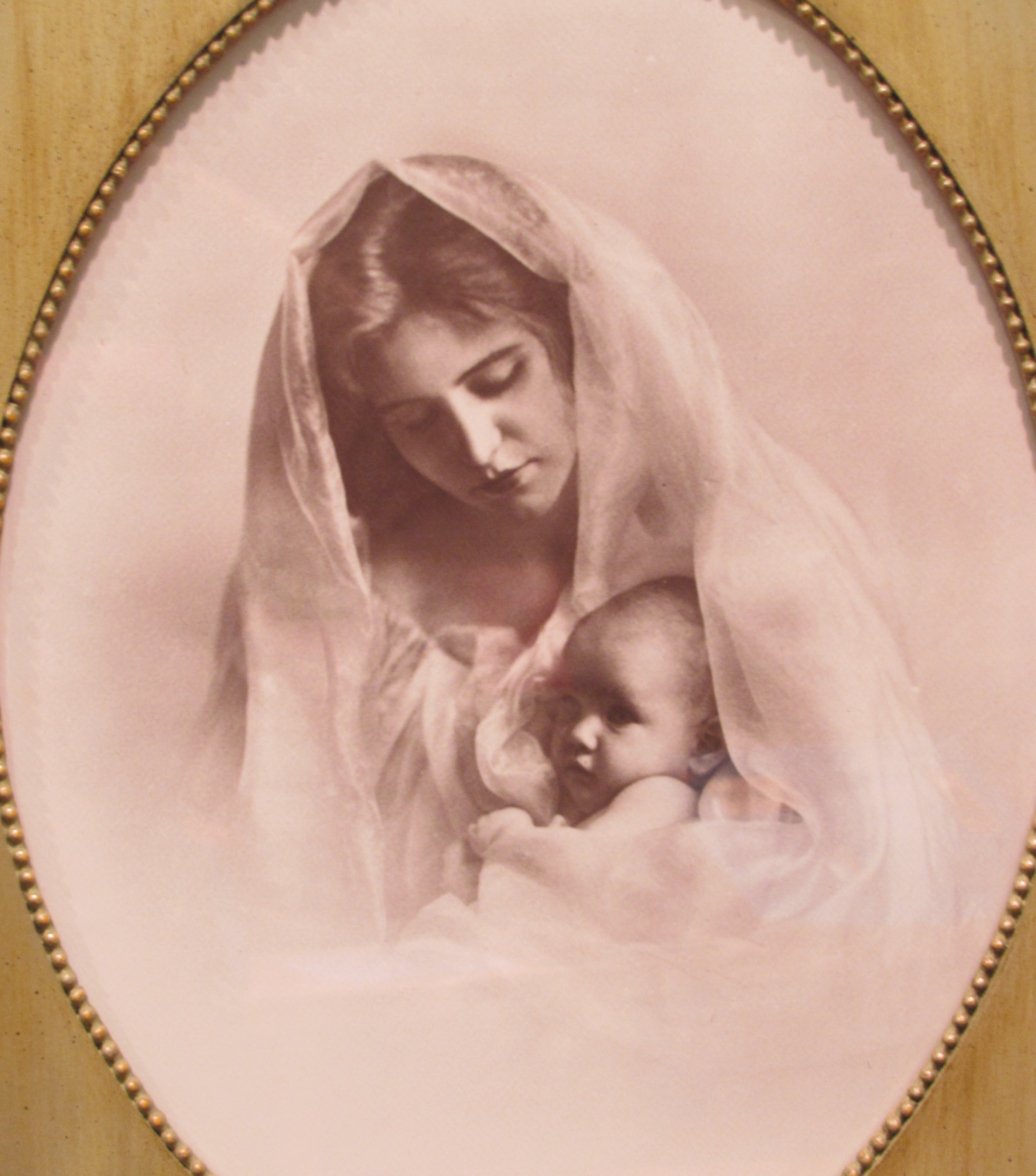
Knafflova Madonna, 1899

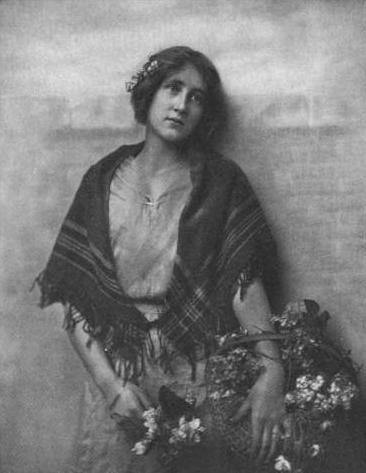
Prodavačka květin, asi 1916

Joseph Knaffl (9. října 1861 Wartburg, Tennessee, USA – 23. března 1938 Knoxville) byl americký výtvarný a portrétní fotograf působící v Knoxville, Tennessee na konci 19. a počátku 20. století. Nejznámější je jeho portrét Knafflova Madonna z roku 1899, který byl přetištěn v tisícových kopiích a stále se používá na vánočních pohlednicích společnosti Hallmark. Knaffl byl partnerem ve dvou studiích v Knoxvillu: Knaffl and Brother, zal. v roce 1884, a Knaffl and Brakebill, zal. r. 1909.

## Životopis
Narodil se ve Wartburgu v Tennessee jako syn původem rakouského fyzika Rudolpha Knaffla a jeho manželky Rosalii. Studoval pak ve školách v Knoxville a v Nashville. Umění fotografie se vyučil u knoxvillského portrétního fotografa T. M. Schliera. V roce 1884 se svým bratrem Charlesem založili vlastní studio Knaffl and Brother. Toto studio se sídlem v budově na Gay Street se zaměřovalo především na umělecké fotografie. Po Charlesově smrti v roce 1904 Knaffl provozoval studio dále buď sám nebo s různými partnery.
V roce 1909 Knaffl založil portrétní studio s Jamesem Brakebillem. Zúčastnil se mezinárodní výstavy Appalachian Exposition v roce 1910 a na výstavě National Conservation Exposition v roce 1913 představili řadu portrétů. Společnost Knaffl and Brother existovala až do jeho smrti v roce 1938.

## Dílo
Knafflovy rané portréty, ovlivněné klasickým uměním, byly často založeny na náboženské ikonografii, jako například Knafflova Madonna (1899) a Mladý Svatý Jan (1903). Po partnerství s Brakebillem v roce 1909 začal dělat více charakteristických studií jako například Prodavačka květin. Během poloviny 90. let Knaffl zhotovil sérii fotografií, ve kterých si tropil žerty z rasového stereotypu jako například Hra s kůží (1896), který zobrazoval tři afroamerické hráče podvádějící v pokeru. Jedna z takových Knafflových fotografií se později objevila jako ironický vtip na obalu alba jazzového saxofonisty Lou Donaldsona.
Jeho nejznámější snímek Knafflova Madonna (původně pojmenovaný Madonna s dítětem) byl vystaven na sjezdu asociace Photographers' Association of America v Celoronu, , New York, a tentýž rok o něm psal výtvarný kritik a sochař Lorado Taft v článku Brush and Pencil. Na fotografii, která představuje Marii držící Ježíše, je vlastně Emma Fanzová (dcera jeho přítele a magnáta Ignaze Fanze) a drží Knafflovu dcera Josephinu. Josephine se zřejmě bála hluku na Gay Street a stále křičela, trvalo tři samostatná fotografování, než Knaffl získal snímek, jaký chtěl.
Knafflovy fotografie byly ohodnoceny v časopisech, jako například The Photographic Review, Photo-era Magazine, Photographic Times, Anthony's Photographic Bulletin a Wilson's Photographic Magazine. Bratři Knafflovy často obsazovali první, druhá nebo třetí místa v jižní divizi pořádané Americkou fotografickou asociací. Jejich největším konkurentem byl knoxvillský fotograf Frank McCrary (partner portrétního malíře olejů Lloyda Bransona) a fotografiské studio v New Orleans Moses and Son. V roce 1904 Knafflova fotografie Proroci vyhrála zlatou medaili na mezinárodní výstavě v St. Louis.

### Technika
Knaffl používal "poměrně originální a zajímavé" dvojité osvětlení; jedno světlo poskytovalo převážnou část osvětlení a druhým světlem v pravém úhlu řídil kontrast.

### Galerie

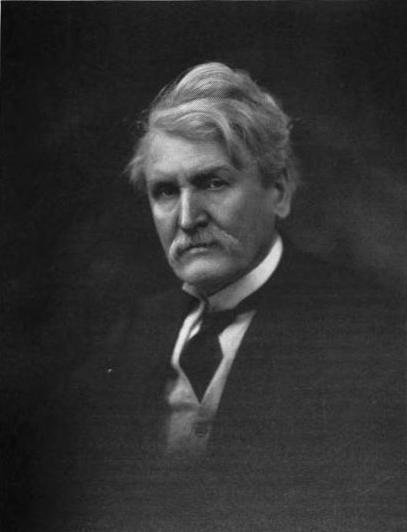
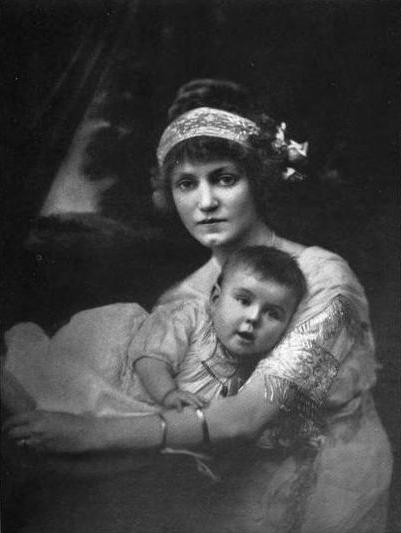
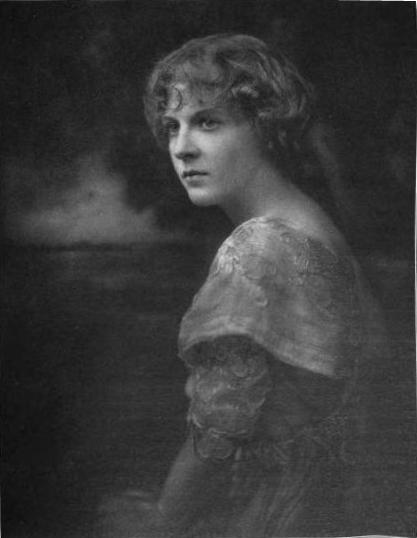
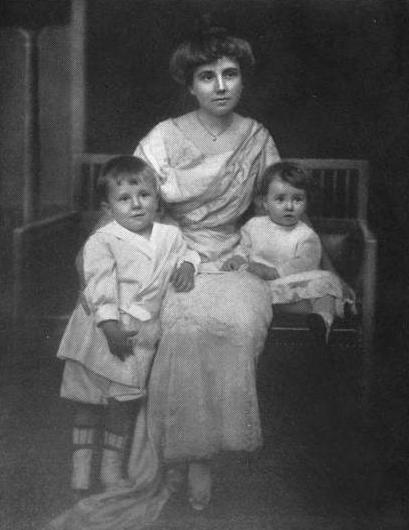